# North Queensland Cowboys
Die North Queensland Cowboys sind ein australischer Rugby-League-Verein aus Townsville. Das 1992 gegründete Team spielt seit 1995 in der höchsten nationalen Liga, der heutigen National Rugby League. Die primären Vereinsfarben sind Dunkelblau und Gelb, die sekundären Grau und Weiß. Ihre Heimspiele tragen die Cowboys seit 2020 im 25.000 Zuschauer fassenden Queensland Country Bank Stadium aus.

## Geschichte
Im Rahmen der Expansion der New South Wales Rugby League (NSWRL) in andere australische Bundesstaaten war mit den Brisbane Broncos im Jahr 1988 bereits ein erstes Team aus der Rugby-League-Hochburg Queensland in die nationale Eliteklasse aufgenommen worden. Wegen der großen Popularität der Broncos entschloss sich die Liga, ab dem Jahr 1995 mit den Cowboys ein weiteres Team in Australiens Nordosten anzusiedeln. Doch gerade die große Beliebtheit des Hauptstadtteams machte es dem Club aus dem deutlich kleineren Townsville schwer, eine eigene Fanbasis aufzubauen. Fehlender Zuschauerzuspruch und Misserfolg verstärkten sich in den ersten Jahren gegenseitig, die Cowboys steckten im Tabellenkeller fest und "gewannen" in den Jahren 1995 und 2000 den Wooden spoon. Erst im Jahr 2004, also nach fast einem Jahrzehnt, gelang als Tabellensiebter erstmals die Qualifikation für die Play-offs. 
Nach der Verpflichtung des neuen Superstars Johnathan Thurston erfolgte ein Jahr später sensationell der Sprung ins NRL Grand Final, welches jedoch mit 16:30 gegen die Wests Tigers verloren ging. Nach einem Zwischentief in den Jahren 2008 bis 2010 waren die Cowboys seit 2011 in allen Play-offs vertreten. 2014 gewann man das Turnier NRL Auckland Nines und somit den ersten Titel der Vereinsgeschichte. 2015 besiegten die Cowboys in ihrer bisher stärksten Saison den Erzrivalen Brisbane Broncos in einem hochdramatischen Grand Final mit 17:16 in der Verlängerung und krönten sich dadurch erstmals zum Meister der National Rugby League. 2017 sorgte North Queensland erneut für Aufsehen, als es sich erst am letzten Spieltag für die Play-offs qualifizieren konnte, dann aber trotz der verletzungsbedingten Ausfälle von Superstar Thurston und Co-Kapitän Matt Scott erneut bis ins Grand Final vordringen konnte. Dort waren die Cowboys gegen die Melbourne Storm allerdings chancenlos und unterlagen mit 6:34. Seitdem gelang es North Queensland nicht mehr, die Regular Season zu überstehen, und insbesondere seit Thurstons Karriereende im Jahr 2018 findet sich das Team regelmäßig im Tabellenkeller der NRL wieder.

## Erfolge
- Meisterschaften (1): 2015
- World Club Challenge (1): 2016
- Vize-Meisterschaften (1): 2005, 2017
- NRL Auckland Nines (1): 2014

### Teilnahmen von Spielern am NRL All-Stars Game
| Name                | Position                               | Teilnahme(n)                 | Mannschaft           |
| Ty Williams         | Innendreiviertel                       | 2010                         | Indigenous All Stars |
| Johnathan Thurston  | Gedrängehalb                           | 2010, 2011, 2012, 2013, 2015 | Indigenous All Stars |
| Carl Webb           | Pfeiler                                | 2010                         | Indigenous All Stars |
| Luke O’Donnell      | Dritte-Reihe-Stürmer                   | 2010                         | NRL All Stars        |
| Matt Bowen          | Schlussmann                            | 2011, 2012                   | Indigenous All Stars |
| Willie Tonga        | Innendreiviertel                       | 2011                         | Indigenous All Stars |
| Matthew Scott       | Pfeiler                                | 2011                         | NRL All Stars        |
| Aaron Payne         | Hakler                                 | 2012                         | NRL All Stars        |
| Cory Paterson       | Zweite-Reihe-Stürmer, Innendreiviertel | 2012                         | Indigenous All Stars |
| James Tamou         | Pfeiler                                | 2013                         | NRL All Stars        |
| Antonio Winterstein | Außendreiviertel                       | 2015                         | NRL All Stars        |
| Ray Thompson        | Hakler                                 | 2015                         | Indigenous All Stars |
| Jason Taumalolo     | Zweite-Reihe-Stürmer                   | 2015                         | NRL All Stars        |